# Rivière des Abénaquis Sud-Ouest
Pour les articles homonymes, voir Abénakis (homonymie).
La rivière des Abénaquis Sud-Ouest coule dans les municipalités de Sainte-Aurélie, Saint-Philibert et de Saint-Prosper, dans la municipalité régionale de comté MRC Les Etchemins, dans la région administrative de Chaudière-Appalaches, au Québec, au Canada.
Ce ruisseau est un affluent de la rive sud de la rivière des Abénaquis laquelle se déverse sur la rive sud-est de la rivière Famine ; le courant de cette dernière coule successivement vers le sud-ouest pour se déverser sur la rive est de la rivière Chaudière, laquelle coule vers le nord pour aller se déverser sur la rive sud du fleuve Saint-Laurent.

## Géographie
Les principaux bassins versants de la rivière des Abénaquis Sud-Ouest sont :
- côté nord : rivière des Abénaquis ;
- côté est : rivière des Abénaquis Sud-Est, lac des Abénaquis ;
- côté sud : rivière Vachon (Beauce-Sartigan), rivière du Loup (Chaudière) ;
- côté ouest : ruisseau de la Simonne, ruisseau d'Ardoise, rivière Famine.

Elle prend sa source en zone forestière dans la municipalité de Sainte-Aurélie. 
À partir de sa source, la rivière coule sur 11,9 km répartis selon les segments suivants :
- 3,6 km vers le sud-ouest, dans la municipalité de Sainte-Aurélie en longeant le chemin du rang Saint-Jean-Baptiste, jusqu'à la limite municipale de Saint-Philibert ;
- 1,3 km vers le nord-est jusqu'au chemin du rang Langevin ;
- 1,6 km vers le nord-ouest, jusqu'à la limite de la municipalité de Saint-Prosper-de-Dorchester ;
- 4,0 km vers le nord, jusqu'à la confluence de la rivière des Abénaquis Sud-Est ;
- 1,4 km vers le nord, jusqu'à sa confluence.

Elle se déverse sur la rive sud de la rivière des Abénaquis. Cette confluence est située à 2,1 km au sud du centre du village de Saint-Prosper-de-Dorchester.

## Toponymie
Le toponyme « rivière des Abénaquis Sud-Ouest » a été officialisé le 5 décembre 1968 à la Commission de toponymie du Québec.